# Aeroportul Kostroma
Aeroportul Kostroma (IATA: KMW, ICAO: UUBA) este un aeroport din Regiunea Kostroma, Rusia ce deservește zona Kostroma. Aeroportul a fost tranzitat în 2017 de 7.357 de pasageri. A fost numit după zona deservită.
Situat la o altitudine de 136 m, aeroportul dispune de o singură pistă.